# 선우경식
선우경식(鮮宇景植, 1945년 7월 31일~2008년 4월 18일)은 평안남도 평양(平壤)에서 출생했다. 서울 가톨릭사회복지회 부설 자선의료기관인 요셉의원 설립자이자, 의사다. 선우경식은 1983년 서울 신림동 철거민촌 의료봉사를 계기로 노숙자와 극빈층을 위한 의료봉사에 매진하기 시작해, 1987년 8월 서울 관악구 신림1동 동사무소 자리에 무료 진료소인 요셉의원을 설립해 21년 동안 노숙자, 외국인 근로자 등 가난한 사람들의 건강을 돌보았다. 노숙인들의 ‘쪽방촌의 슈바이처’로 불렸다. 2006년 위암 판정을 받아 투병중에도 환자들을 진료하다 2008년 4월 15일 뇌출혈로 쓰러져, 3일 후 64세의 나이로 타계 하였다.

## 약력
- 1945년 7월31일 평안남도 평양 출생[3]
- 1963년 서울고등학교 졸업
- 1969년 가톨릭의과대학 졸업
- 1973년~1974년  가톨릭의과대학 부속성모병원 내과 레지던트 과정
- 1975년~1978년  미국 킹스브룩 주이스 메디컬 센터 내과학 전공
- 1980년~1982년  한림대학교 의과대학 교수
- 1982년~1983년  성 프란치스코 의원 근무
- 1983년~1986년  신림동 사랑의 집 진료소 근무
- 1986년~1987년  방지거병원 내과 과장 근무
- 1987년~2008년  서울가톨릭사회복지회 부설 요셉의원 원장
- 2008년 4월18일 사망

## 수상
- 1997년 11월18일 제14회 가톨릭대상 사랑부문 수상
- 2002년 12월2일 제1회 한미 참의료인상 수상
- 2003년 6월3일 호암상 사회봉사상 수상
- 2005년 3월24일 대한결핵협회 복십자대상 봉사부문 수상
- 2008년 6월 12일 국민훈장 동백장 추서[4]